# Hubinne
 (novembre 2021).
Si vous disposez d'ouvrages ou d'articles de référence ou si vous connaissez des sites web de qualité traitant du thème abordé ici, merci de compléter l'article en donnant les références utiles à sa vérifiabilité et en les liant à la section « Notes et références ».
Hubinne est un ancien hameau du village d’Hamois dans la province de Namur, en Belgique. Sis au confluent du Bocq et du Mauge et longtemps plus important que son voisin il fait aujourd’hui administrativement partie de la commune d’Hamois en Région wallonne (Belgique).

## Histoire
Une seigneurie d’Hubinne est connue au XIe siècle. Des vestiges d’un château féodal, et surtout sa tour fortifiée qui est devenue la chapelle castrale puis église Sainte-Agathe sont encore visibles sur le léger promontoire dominant la confluence entre le Bocq et le Mauge.  Un certain Hugo de Hubinne est mentionné dans des documents du XIe siècle.
Une des nombreuses batailles qui eurent lieu dans les environs de Hubinne donna naissance à la légende de la Gatte d'or (chèvre mythique du folklore wallon) généralement associée au château de Logne. 
Le château de Hubinne disparut avant le XVIIIe siècle et sa chapelle de style roman devint église paroissiale de Hubinne dès le XVIIIe siècle. D’autres bâtiments des alentours sont en fait des anciennes dépendances du château, reconstruites et aménagées au cours des siècles.
Avec la disparition du château et de la seigneurie le village perd en importance au profit de celui qui lui est contigu, Hamois, qui cependant appartient à la principauté de Liège (mairie de Ciney). La disparition de la principauté de Liège (1789), signalant la fin de l’Ancien Régime facilite la fusion des communes. Sous le régime français (décret du 22 thermidor an XII - 10 août 1804), Hamois, Achet, Hubinne et Monin forment une seule commune.  La paroisse de Hubinne est supprimée en 1808, lors de la restructuration qui suivit le concordat de 1801, et Hubinne fut rattaché à la paroisse d’Hamois.
Aujourd’hui, entièrement intégré au village voisin d’Hamois Hubinne n’est plus qu’un quartier historique de la commune, délimité par la rue circulaire Sainte-Agathe, à la confluence des deux rivières, et la rue de Hubinne qui, partant vers l’est se divise en deux : rue d’Achet et rue de Miécret.

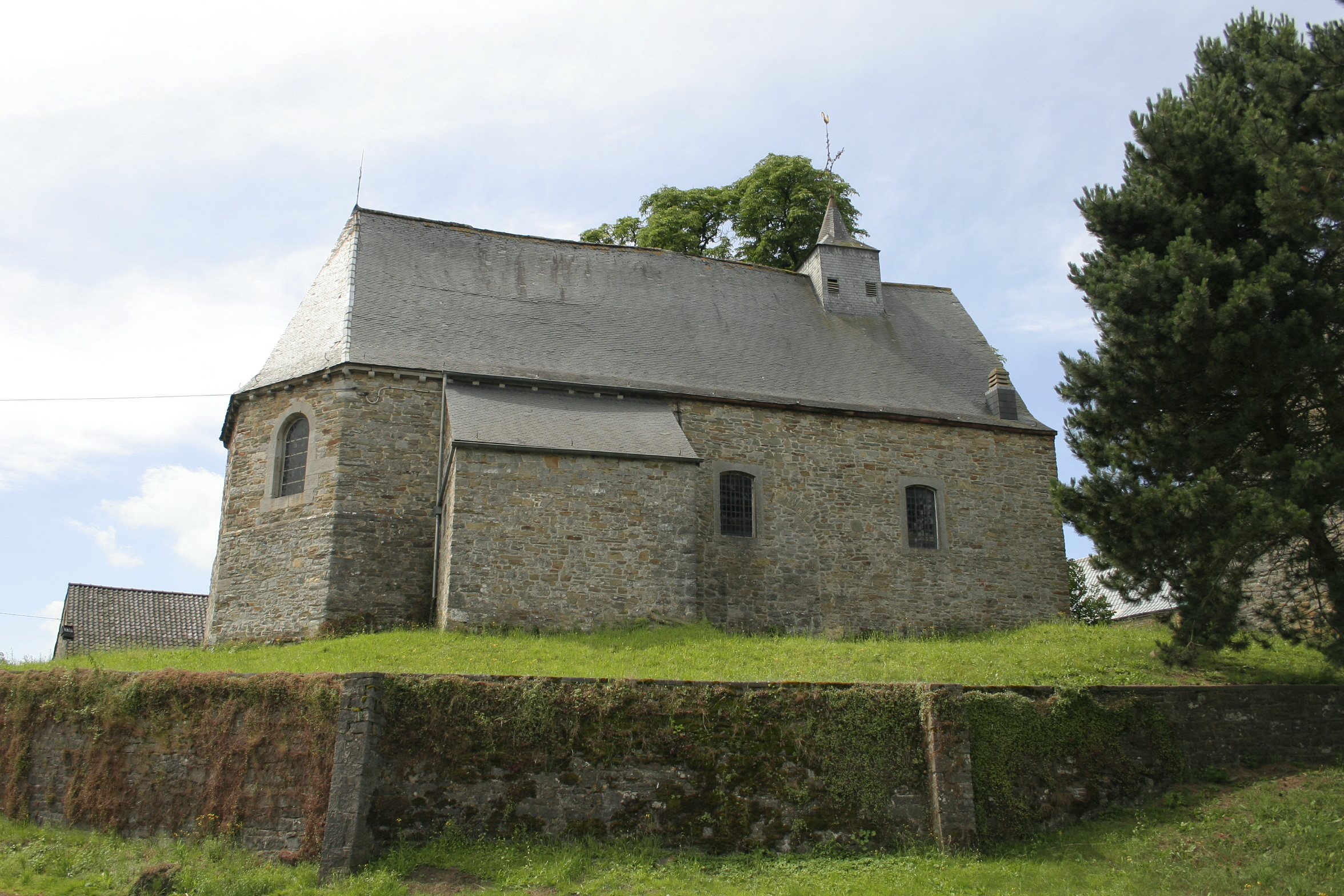
La chapelle Sainte-Agathe, à Hubinne

## Patrimoine
- La chapelle Sainte-Agathe dont les fondations remontent au XIe siècle.

- Les anciennes dépendances du château féodal, autour de la chapelle.
- La rue de Hubinne, le long de laquelle se trouvent plusieurs bâtiments très anciens (dont le presbytère)
- Les étangs du Bocq, une importante pêcherie le long du Bocq (5 étangs)